# Dragan Glamočić
Dragan Glamočić (en serbe cyrillique : Драган Гламочић ; né le 4 octobre 1968 à Futog) est un agronome serbe. 
De 2013 à 2014, et depuis 2025, il est ministre de l'Agriculture, de la Forêt et de la Gestion de l'eau.

## Parcours professionnel
Dragan Glamočić naît le 4 octobre 1968 à Futog, dans la province de Voïvodine. Il suit les cours de la Faculté d'agriculture de l'université de Novi Sad, dans le département consacré à l'élevage. Il y obtient une licence en 1992, un master en 1995 et un doctorat en 1999. Dès 1992, il enseigne dans son université, franchissant tour à tour les degrés la carrière enseignante, et il devient professeur spécialisé dans la nutrition animale en 2009,.
Au cours de sa carrière, il a rédigé plusieurs ouvrages, de nombreux articles scientifiques et a effectué plusieurs séjours d'étude à l'étranger ; dans le cadre de l'université de Novi Sad, il a également exercé des responsabilités administratives dont celle de vice-doyen,.

## Ministre
En 2013, une crise politique se déroule au sein de la coalition gouvernementale issue des élections législatives serbes de 2012. Ivica Dačić exclut le parti Régions unies de Serbie (URS) de son gouvernement et, notamment, son représentant le plus éminent, président de ce parti et ministre des Finances et de l'Économie, Mlađan Dinkić. Le 2 septembre 2013, Dragan Glamočić est officiellement élu ministre de l'Agriculture, de la Forêt et de la Gestion de l'eau.

## Vie privée
Dragan Glamočić est marié et père de trois enfants. Il parle anglais et a des connaissances en russe. Il vit à Begeč.